# Lasioglossum paralphenum
Lasioglossum paralphenum is een vliesvleugelig insect uit de familie Halictidae. De wetenschappelijke naam van de soort is voor het eerst geldig gepubliceerd in 1996 door Sakagami, Ebmer & Tadauchi.